# 8138 Craigbowers
A 8138 Craigbowers (ideiglenes jelöléssel (8138) 1980 FF12) a Naprendszer kisbolygóövében található aszteroida. A Perthi Obszervatóriumban fedezték fel 1980. március 20-án.